# Ministres de Louis XVI
Monarchie absolue
10 mai 1774 - 4 septembre 1791
(17 ans, 3 mois et 25 jours)

Ministres de Louis XV Gouvernement de la Convention
Cet article recense les différents Ministres de Louis XVI entre le 10 mai 1774 et le 10 août 1792.
Au début de son règne, Louis XVI prend comme mentor, ou conseiller spécial Jean Frédéric Phélypeaux de Maurepas :
- Ministre Principal :
  - 1774 : René de Maupeou
  - 1774 – 1776 : Anne Robert Jacques Turgot ;
  - 1776 - 1781 : Comte de Maurepas ;
  - 1781 - 1787 : Comte de Vergennes ;
  - 1787 - 1788 : Cardinal Loménie de Brienne ;
  - 1788 - 1789 : Jacques Necker ;
  - 1789 : Baron de Breteuil
  - 1789 - 1790 : Jacques Necker ;
  - 1790 - 1791 : Comte de Saint-Hérem.
- Secrétaire d'État à la Maison du Roi :
  - 1749 – 1775 : Louis Phélypeaux de Saint-Florentin ;
  - 1775 – 1776 : Chrétien Guillaume de Lamoignon de Malesherbes ;
  - 1776 – 1783 : Antoine-Jean Amelot de Chaillou ;
  - 1783 – 1787 : Louis Auguste Le Tonnelier de Breteuil ;
  - 1788 – 1789 : Pierre-Charles Laurent de Villedeuil ;
  - 19 juillet 1789 – 22 décembre 1790 : François-Emmanuel Guignard de Saint-Priest.
- Secrétaire d'État des Affaires étrangères :
  - 6 juin 1771 – 2 juin 1774 : Emmanuel Armand de Vignerot du Plessis ;
  - 2 juin 1774 – 21 juillet 1774 : Henri Léonard Jean Baptiste Bertin ;
  - 21 juillet 1774 – 13 février 1787 : Charles Gravier de Vergennes ;
  - 14 février 1787 – 13 juillet 1789 : Armand Marc de Montmorin Saint-Hérem ;
  - 13 juillet 1789 – 16 juillet 1789 : Paul François de Quelen de La Vauguyon ;
  - 16 juillet 1789 – 29 novembre 1791 : Armand Marc de Montmorin Saint-Hérem ;
  - 29 novembre 1791 – 15 mars 1792 : Claude Antoine de Valdec de Lessart ;
  - 15 mars 1792 – 13 juin 1792 : Charles François Dumouriez ;
  - 13 juin 1792 – 18 juin 1792 : Pierre-Paul de Méredieu ;
  - 18 juin 1792 – 23 juillet 1792 : Victor-Scipion-Charles-Auguste de La Garde de Chambonas ;
  - 23 juillet 1792 – 1er août 1792 : François Joseph de Gratet ;
  - 1er août 1792 – 10 août 1792 : Claude Bigot de Sainte-Croix.
- Secrétaire d'État de la Guerre :
  - 1774 – 1775 : Louis Nicolas Victor de Félix d'Ollières ;
  - 1775 – 1777 : Claude-Louis de Saint-Germain ;
  - 1777 – 1780 : Alexandre Marie Léonor de Saint-Mauris de Montbarrey ;
  - 1780 – 1787 : Philippe Henri de Ségur ;
  - 1787 : Louis Auguste Le Tonnelier de Breteuil ;
  - 1787 – 1788 : Louis-Marie-Athanase de Loménie ;
  - 1788 – 1789 : Louis Pierre de Chastenet de Puységur ;
  - 1789 : Victor François, duc de Broglie ;
  - 4 août 1789 – 16 novembre 1790 : Jean-Frédéric de La Tour du Pin Gouvernet ;
  - 16 novembre 1790 – 7 décembre 1791 : Louis Le Bègue Duportail ;
  - 7 décembre 1791 – 9 mars 1792 : Louis Marie de Narbonne-Lara, comte de Narbonne-Lara ;
  - 9 mars 1792 – 9 mai 1792 : Pierre Marie de Grave ;
  - 9 mai 1792 – 13 juin 1792 : Joseph Servan, dit Servan de Gerbey ;
  - 13 juin 1792 – 18 juin 1792 : Charles François Dumouriez ;
  - 18 juin 1792 – 23 juillet 1792 : Pierre Auguste Lajard ;
  - 23 juillet 1792 – 10 août 1792 : Charles-Xavier de Francqueville d'Abancourt.
- Secrétaire d'État de la Marine :
  - 9 avril 1771 – 20 juillet 1774 : Pierre Étienne Bourgeois de Boynes ;
  - 20 juillet 1774 – 24 août 1774 : Anne Robert Jacques Turgot ;
  - 24 août 1774 – 13 octobre 1780 : Antoine de Sartine ;
  - 13 octobre 1780 – 24 août 1787 : Charles Eugène Gabriel de La Croix de Castries ;
  - 25 août 1787 – 24 décembre 1787 : Armand Marc de Montmorin Saint-Hérem ;
  - 24 décembre 1787 – 13 juillet 1789 : César Henri de La Luzerne ;
  - 13 juillet 1789 – 16 juillet 1789 : Arnaud de La Porte ;
  - 16 juillet 1789 – 26 octobre 1790 : César Henri de La Luzerne ;
  - 26 octobre 1790 – 4 mai 1791 : Charles Pierre Claret de Fleurieu ;
  - 17 mai 1791 – 18 septembre 1791 : Antoine-Jean-Marie Thévenard ;
  - 18 septembre 1791 – 7 octobre 1791 : Claude Antoine de Valdec de Lessart ;
  - 7 octobre 1791 – 16 mars 1792 : Antoine François Bertrand de Molleville ;
  - 16 mars 1792 – 21 juillet 1792 : Jean de Lacoste ;
  - 21 juillet 1792 – 10 août 1792 : François Joseph de Gratet.
- Secrétaire d'État de la Religion prétendue réformée :
  - 1723 – 1775 : Louis Phélypeaux de Saint-Florentin.
- Chancelier de France :
  - 16 septembre 1768 – 1er juillet 1790 : René Nicolas de Maupeou (Maupeou garde le titre de chancelier même après sa disgrâce en 1774, mais en perdant la maîtrise des sceaux qui reviennent donc aux différents gardes des sceaux successifs).
- Garde des sceaux de France :
  - 18 septembre 1768 – 24 août 1774 : René Nicolas de Maupeou ;
  - 24 août 1774 – 8 avril 1787 : Armand Thomas Hue de Miromesnil ;
  - 8 avril 1787 – 14 septembre 1788 : Chrétien François de Lamoignon de Bâville ;
  - 17 septembre 1788 – 3 août 1789 : Charles Louis François de Paule de Barentin ;
  - 4 août 1789 – 21 novembre 1790 : Jérôme Champion de Cicé ;
  - 21 novembre 1790 – 23 mars 1792 : Marguerite-Louis-François Duport-Dutertre ;
  - 23 mars 1792 – 14 avril 1792 : Jean-Marie Roland de La Platière ;
  - 14 avril 1792 – 4 juillet 1792 : Antoine Duranthon ;
  - 4 juillet 1792 – 10 août 1792 : Étienne de Joly.
- Ministre des finances :
  - 22 décembre 1769 – 24 août 1774 : Joseph Marie Terray ;
  - 24 août 1774 – 12 mai 1776 :Anne Robert Jacques Turgot ;
  - 21 mai 1776 – 18 octobre 1776 : Jean Étienne Bernard Clugny de Nuits ;
  - 21 octobre 1776 – 29 juin 1777 : Louis Gabriel Taboureau des Réaux ;
  - 29 juin 1777 – 19 mai 1781 : Jacques Necker ;
  - 21 mai 1781 – 29 mars 1783 : Jean-François Joly de Fleury ;
  - 29 mars 1783 – 1er novembre 1783 : Henri d'Ormesson ;
  - 3 novembre 1783 – 9 avril 1787 : Charles Alexandre de Calonne ;
  - 10 avril 1787 – 2 mai 1787 : Michel Bouvard de Fourqueux ;
  - 1er mai 1787 – 25 août 1788 : Étienne-Charles de Loménie de Brienne ;
  - 3 mai 1787 – 31 août 1787 : Pierre-Charles Laurent de Villedeuil ;
  - 31 août 1787 – 26 août 1788 : Claude Guillaume Lambert ;
  - 26 août 1788 – 13 juillet 1789 : Jacques Necker ;
  - 13 juillet 1789 – 16 juillet 1789 : Joseph François Foullon ;
  - 13 juillet 1789 – 16 juillet 1789 : Louis Auguste Le Tonnelier de Breteuil ;
  - 16 juillet 1789 – 4 septembre 1790 : Jacques Necker ;
  - 4 septembre 1790 – 4 décembre 1790 : Claude Guillaume Lambert ;
  - 4 décembre 1790 – 27 avril 1791 : Claude Antoine de Valdec de Lessart ;
  - 27 avril 1791 – 29 mai 1791 : Claude Antoine de Valdec de Lessart ;
  - 29 mai 1791 – 24 mars 1792 : Louis Hardouin Tarbé ;
  - 24 mars 1792 – 13 juin 1792 : Étienne Clavière ;
  - 13 juin 1792 – 18 juin 1792 : Antoine Duranthon ;
  - 18 juin 1792 – 29 juillet 1792 : Jules-Émile-François Hervé de Beaulieu ;
  - 29 juillet 1792 – 10 août 1792 : René Delaville-Leroulx.
- Grand chambellan de France :
  - 1747 – 1775 : Godefroy Charles Henri de La Tour d'Auvergne, duc de Bouillon ;
  - 1775 – 1790 : Henri Louis Marie de Rohan, prince de Rohan-Guéméné.
- Grand maître de France :
  - 1740 – 1790 : Louis Joseph de Bourbon, Prince de Condé.
- Lieutenant général de police :
  - 1774 – 1775 : Jean-Charles-Pierre Lenoir ;
  - 1775 – 1776 : Joseph d'Albert y Cornella ;
  - 1776 – 1785 : Jean-Charles-Pierre Lenoir ;
  - 1785 – 1789 : Louis Thiroux de Crosne.